# Municipio de Highland (condado de Adams, Nebraska)
El municipio de Highland (en inglés: Highland Township) es un municipio ubicado en el condado de Adams en el estado estadounidense de Nebraska. En el año 2010 tenía una población de 326 habitantes y una densidad poblacional de 3,64 personas por km².

## Geografía
El municipio de Highland se encuentra ubicado en las coordenadas 40°39′26″N 98°26′57″O / 40.65722, -98.44917. Según la Oficina del Censo de los Estados Unidos, el municipio tiene una superficie total de 89.67 km², de la cual 89,04 km² corresponden a tierra firme y (0,7 %) 0,63 km² es agua.

## Demografía
Según el censo de 2010, había 326 personas residiendo en el municipio de Highland. La densidad de población era de 3,64 hab./km². De los 326 habitantes, el municipio de Highland estaba compuesto por el 96,93 % blancos, el 0,31 % eran afroamericanos, el 0,61 % eran amerindios, el 1,23 % eran asiáticos y el 0,92 % eran de una mezcla de razas. Del total de la población el 1,53 % eran hispanos o latinos de cualquier raza.